# Eulecanium pubescens
Eulecanium pubescens är en insektsart som först beskrevs av Edward MacFarlane Ehrhorn 1898.
Eulecanium pubescens ingår i släktet Eulecanium och familjen skålsköldlöss. Inga underarter finns listade i Catalogue of Life.